# لو یینگ
لو یینگ (به انگلیسی: Lu Ying) (زادهٔ ۲۲ ژانویهٔ ۱۹۸۹) شناگر اهل چین است.